# Tannenburg (Bühlertann)
Die Tannenburg, auch Schloss Tannenburg genannt, ist eine Spornburg über dem Bühlertal in der Gemeinde Bühlertann im Landkreis Schwäbisch Hall in Baden-Württemberg.

## Geographische Lage
Die Tannenburg ist etwa anderthalb Kilometer südöstlich von der Ortsmitte des namengebenden Hauptorts der Gemeinde entfernt. Die in einer Höhe von 485,7 m ü. NN auf dem Westsporn Tannenberg der Ellwanger Berge stehende Burg erhebt sich prominent etwa 110 Meter über der weiten Mulde des Tals der Bühler, die etwa einen Kilometer im Westen auf Nordlauf vorbeifließt. Das Terrain fällt in Spornrichtung und nach Süden zu anfangs steil um etwa 40 Meter ab auf eine mittlere Geländeplattform, auf der nur reichlich 100 Meter im Süden der Burg der Bühlertanner Weiler Halden liegt. Etwa 700–800 Meter von der Burg fällt diese Stufe wiederum steiler im Westen zum Bühlertal und im Süden zum Tal des Flusszulaufs Avenbach ab. Die nördliche Spornseite ist anfangs ebenfalls steil, flacht dann aber kontinuierlicher bis in die Talmulde des ebenfalls rechten Bühlerzuflusses Dammbach ab, der nur etwa 600 Meter entfernt ist und dessen Namensteil Damm- durch Verballhornung aus Tann entstand. Im Osten setzt der Sporn beim etwas über 2 km entfernten Weiler Fronrot der Gemeinde auf maximal 496 m ü. NN an der weiten Hochfläche der Ellwanger Berge an, seine dort noch etwa halbkilometrige Breite verringert sich westwärts zusehends und erreicht schon etwa 300 Meter vor der 4 Meter dicken Schildmauer keine hundert Meter mehr.

## Beschreibung
Die Tannenburg zählt zu den besterhaltenen Schildmauerburgen Württembergs. Die spätstaufische Burganlage besitzt drei Halsgräben hintereinander, eine mächtige begehbare Schildmauer und eine Durchlasspforte (Torbau) an der Angriffsseite, einen großen Burghof sowie einen Palas mit Rittersaal über trapezförmigem Grundriss. Die Mauern zeigen Buckelquader, an der Südseite ragen darüber Fachwerkaufbauten des Palas auf.

### Naturdenkmal Sommerlinde auf der Tannenburg
Im Burghof wächst eine als Naturdenkmal (ID = 81270120001) kategorisierte Sommerlinde.

### Schlosskapelle St. Maria Magdalena
Zu der Burganlage gehört eine ca. 15 × 10 Meter große, der Heiligen Magdalena geweihte Kapelle, sie liegt nahe der Südwestecke des die Vorburg bildenden Viehhofs. Die Grundmauern des Bauwerks stammen aus dem 13. Jahrhundert, erstmals wird sie 1632 genannt, die Glocke trägt die Jahreszahl 1649. Architektonisch zeigt sie eine Mischung aus Elementen der Gotik und der Renaissance, die genaue Entstehungszeit ist nicht bekannt. Die Kapelle besaß bis 1803 eine eigene Kaplanei. Nach 1891 ging sie aus dem Besitz der Fürstpropstei Ellwangen über in den der Kirchenpflege Bühlertann. Sie wird heute noch gelegentlich zu Gottesdiensten genutzt, etwa zu Trauungen.

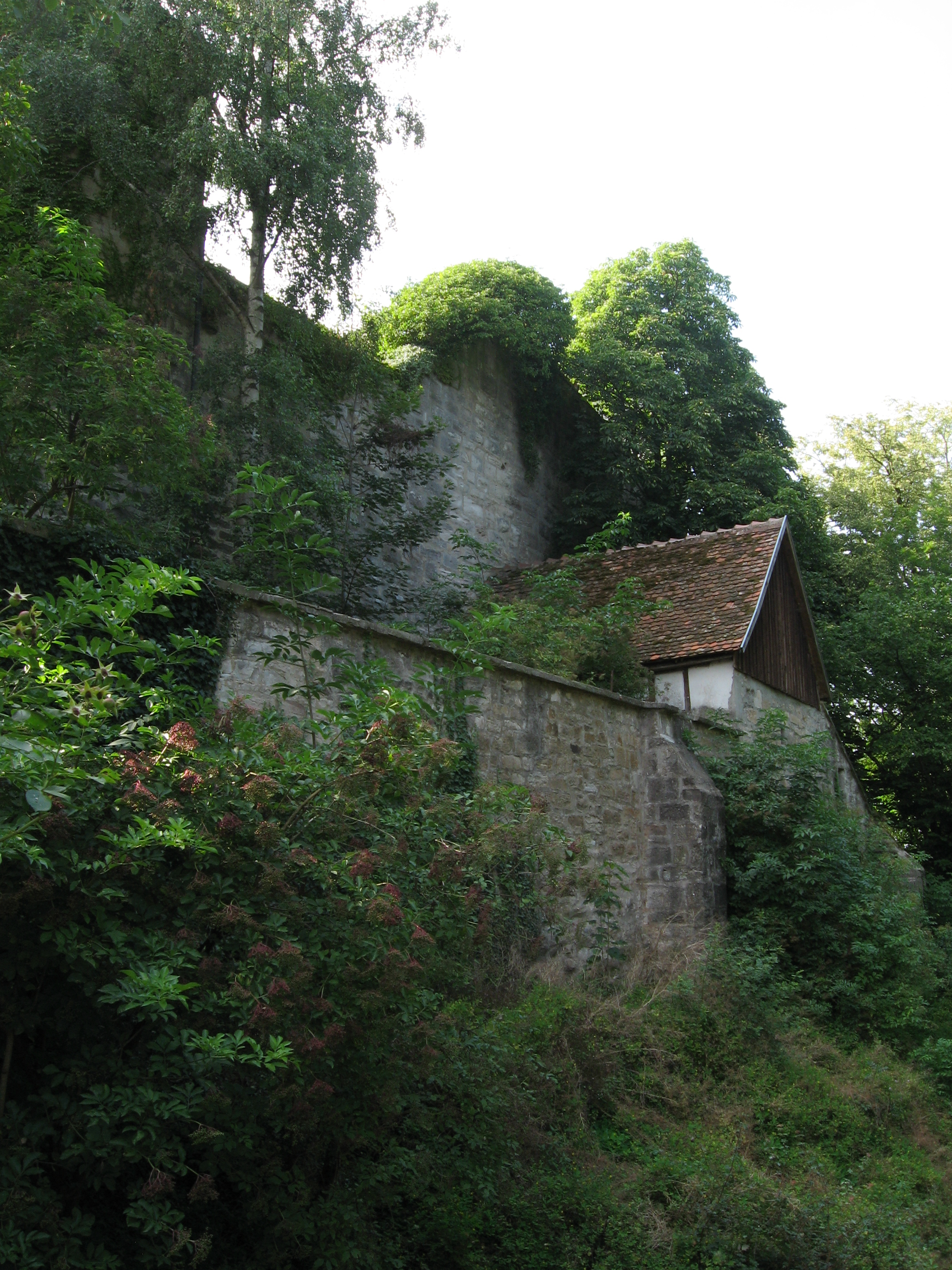
Schildmauer von Außen
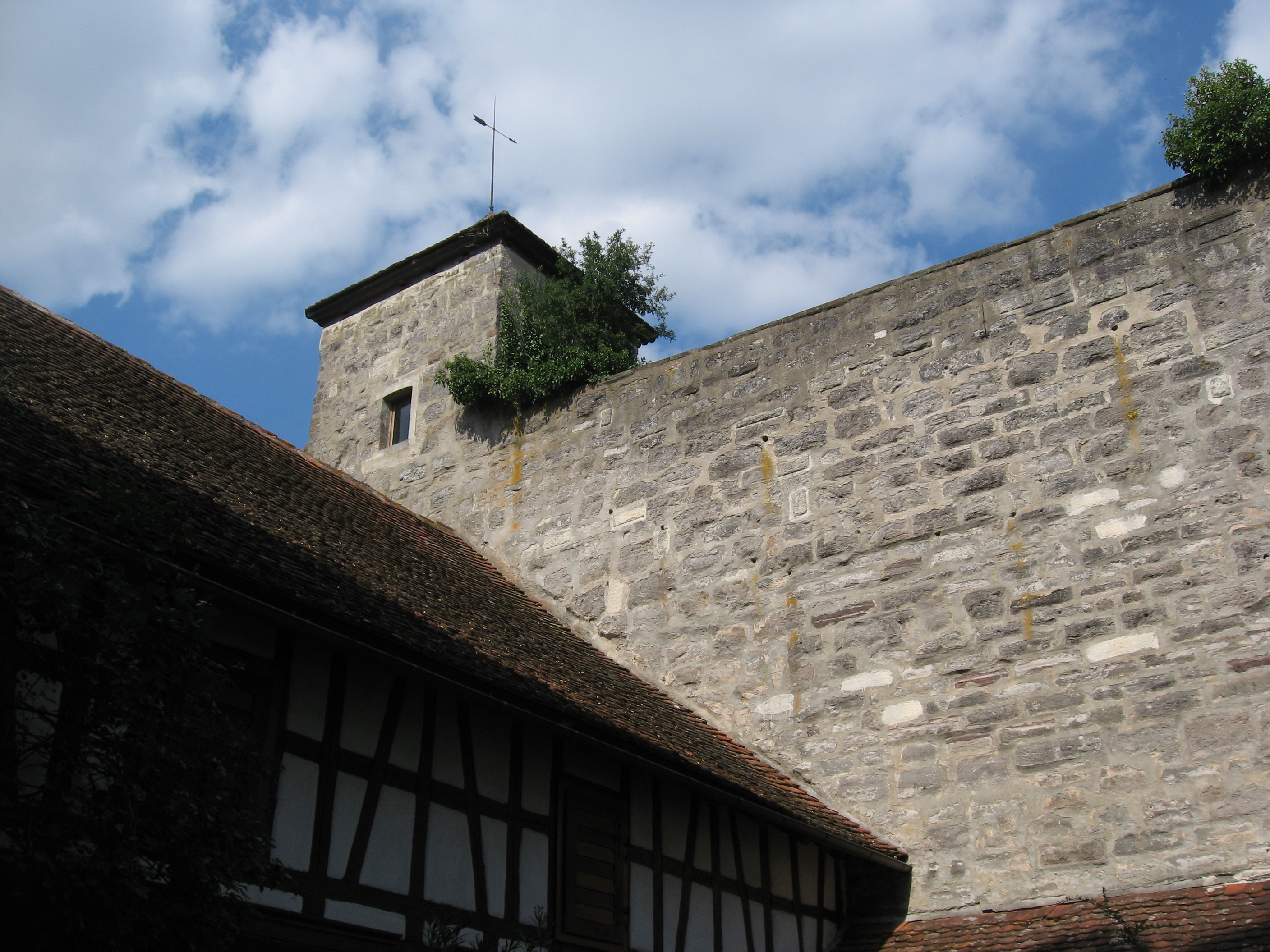
Schildmauer Innenansicht
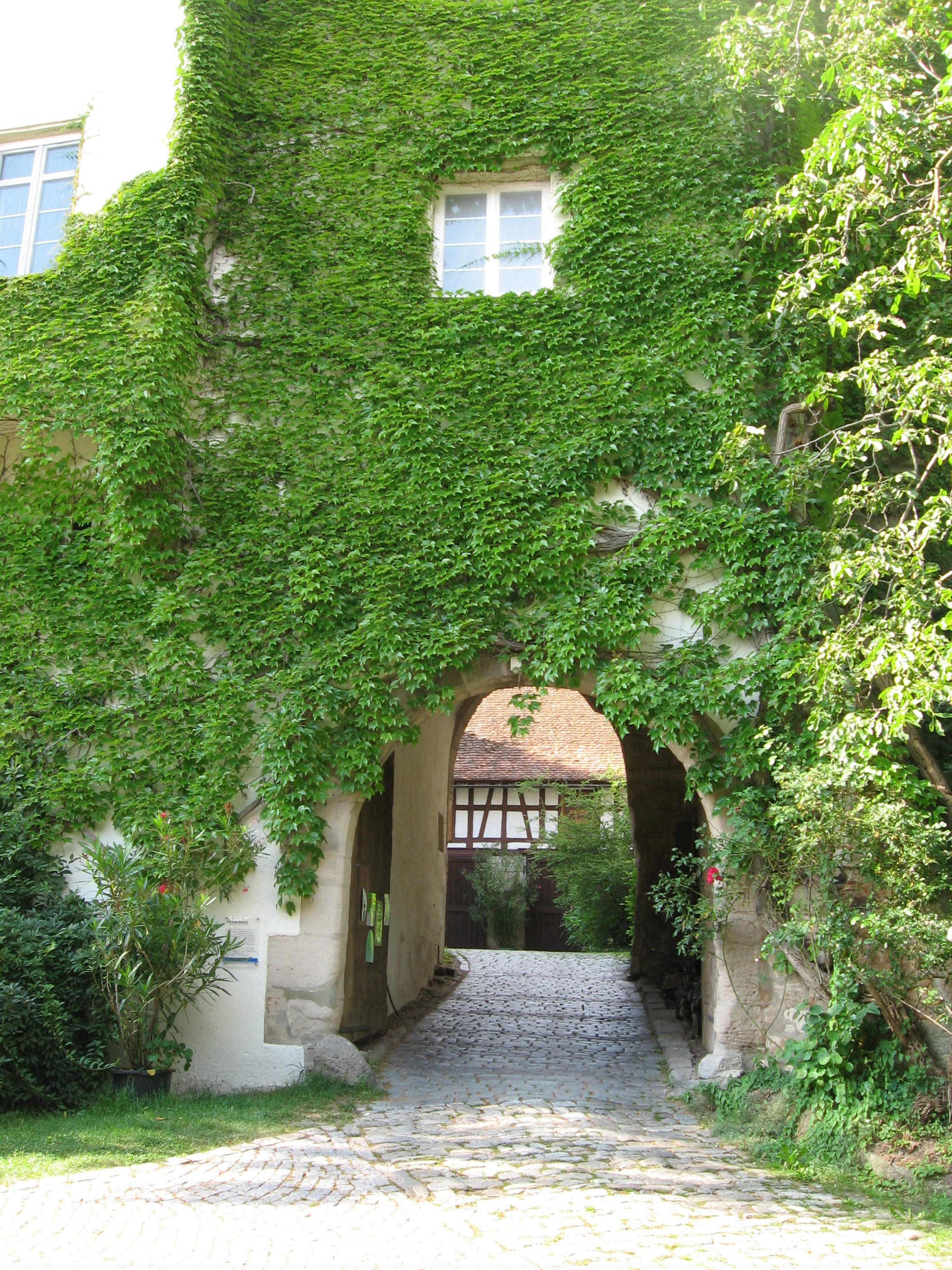
Inneres Burgtor zum Burghof
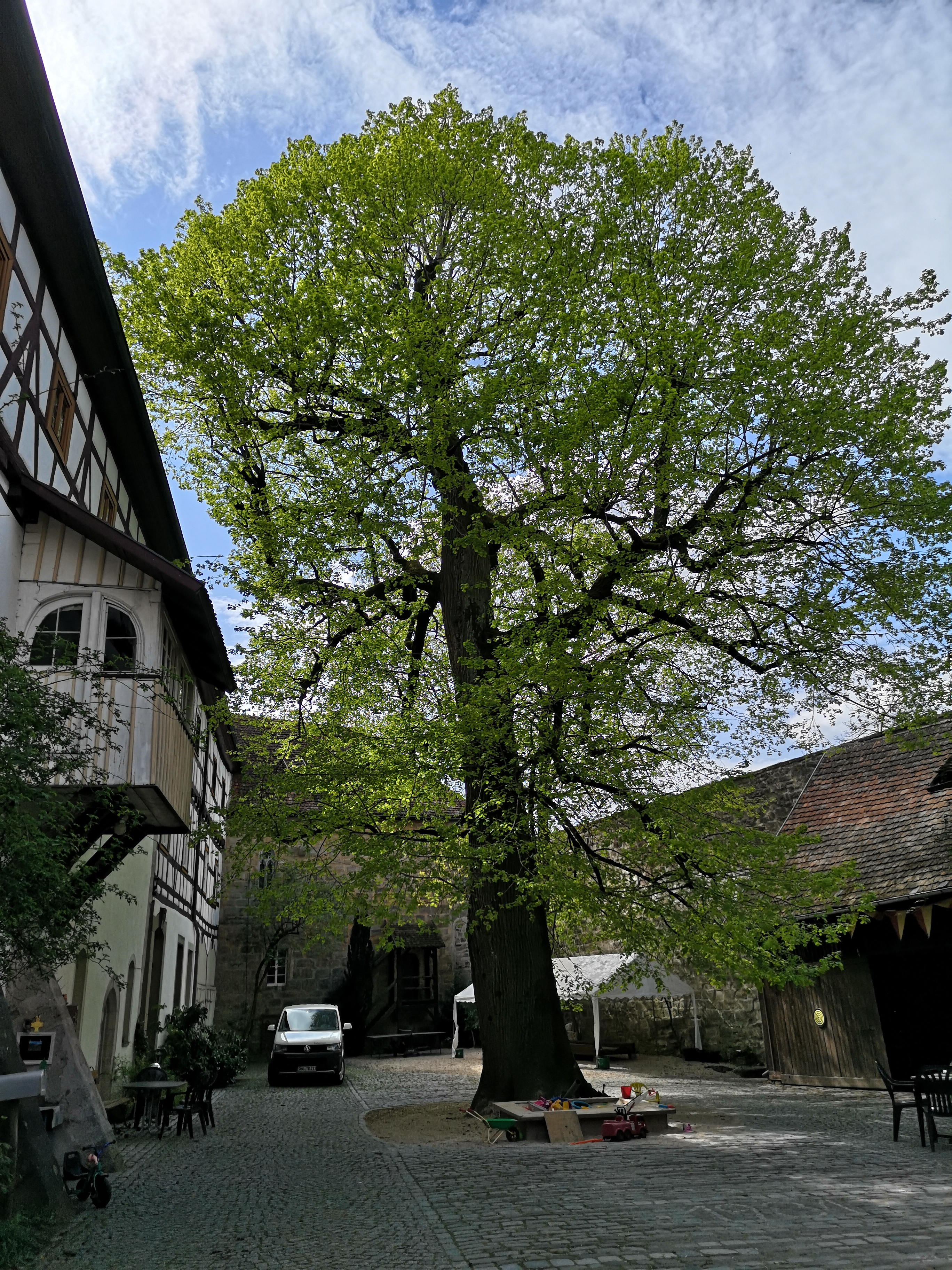
Naturdenkmal Sommerlinde
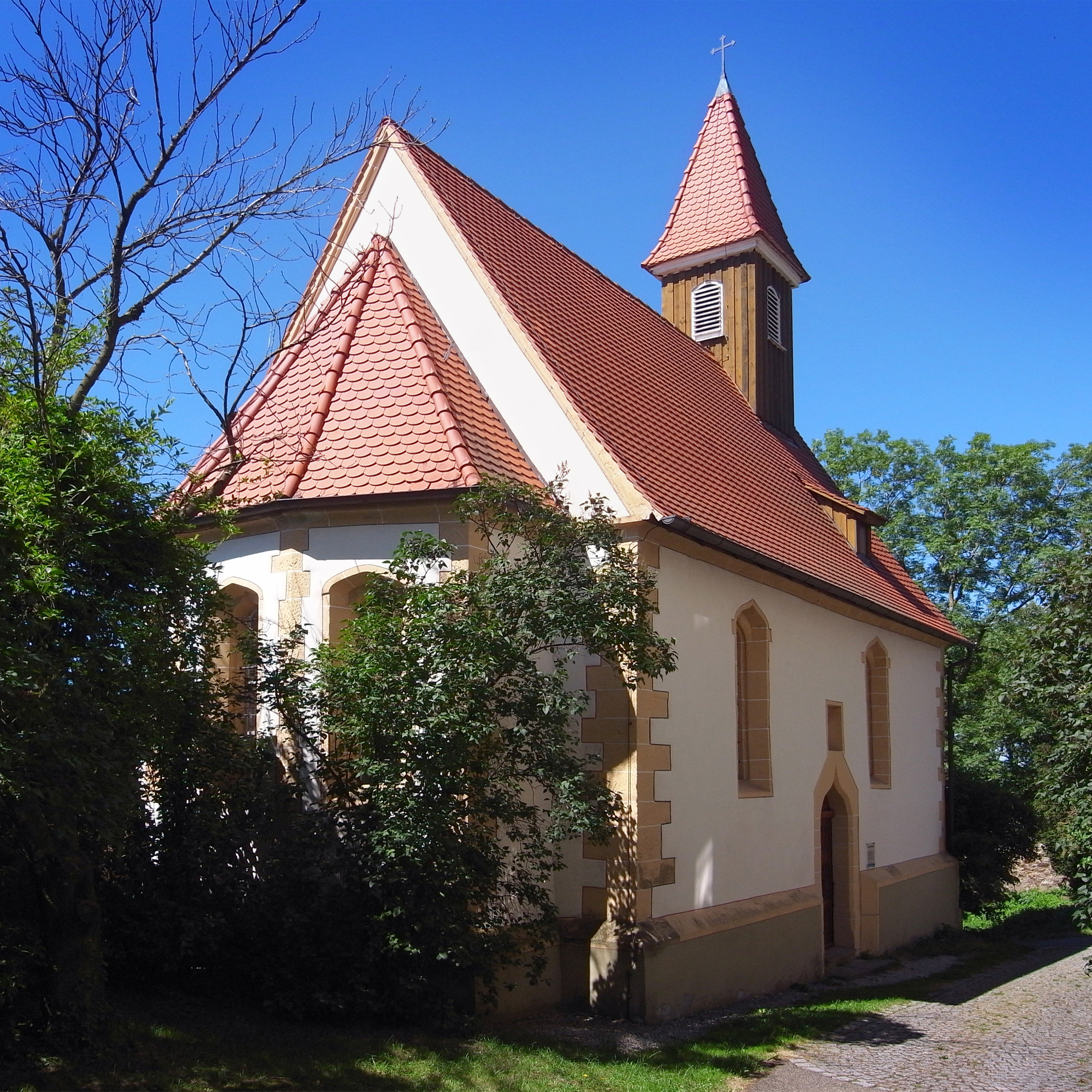
Burgkapelle St. Magdalena

## Geschichte
Die Burg wurde vermutlich im 11. bis 12. Jahrhundert von der Abtei Ellwangen erbaut und 1223 als ellwangische Grenzveste mit der Familie von Tannenburg erwähnt. 1230 bis 1240 wurde die Burg ausgebaut, Ende des 14. Jahrhunderts zerstört und 1398 wieder aufgebaut. Im 16. Jahrhundert und 1822 weiter ausgebaut. 1931 erwarb Ernst Zipperer senior die Burg, die seitdem im Besitz der Familie Zipperer ist.

## Nutzung
Die Tannenburg dient heute als Schullandheim, Schulbauernhof, Biobauernhof und bietet vielfältige Freizeitangebote. Zum Hof gehören außer Feldern auf der Spornhochebene nach Osten zu auch umfangreiche Flächen an den Steilhängen, teils ehemalige Obstwiesen, die meist weidewirtschaftlich genutzt und fast frei von Wald gehalten werden.